# I Firenze

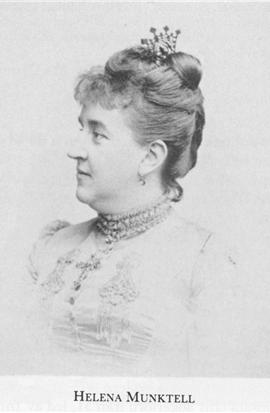
Helena Munktell

I Firenze (franska: A Florence) är en svensk opera med musik av Helena Munktell. Operan uruppfördes 1889 i Stockholm och anses vara första operan skriven av en svensk kvinna.

## Kompositionen
I Firenze är en komisk enaktsopera i 9 scener med ett klassiskt triangeldrama.
Handlingen utspelar sig i en konstnärsateljé i 1400-talets Florens där modellen Gemma (sopran) uppvaktas av konstnärerna Stefano och Bardi. Båda konstnärer deltar i en porträttävling utlyst av hertiginnan di Vanozza. Bardi försöker sabotera Stefanos målning och rivalerna hamnar i en duell. Då inträder hertiginnan och tävlingsdomarna. Bardi diskvalificeras från tävlingen och Stefano utnämns till vinnare, Hertiginnan försäkrar sig att Stefano fortfarande älskar Gemma och därefter avslöjas att hertiginnan och Gemma är samma person.
Partituret är komponerat av Helena Munktell och librettot är skriven av Daniel Fallström.

## Historia
I Firenze hade urpremiär den 29 maj 1889 på Kungliga Teatern i Stockholm. Enaktaren fyllde inte en hel kvällsföreställning så föreställningen kombinerades med framförandet av Gaetano Donizettis opera Regementets dotter. Recensionerna blev mycket positiva.
1891 sattes operan upp på Kungl Operan igen.
1892 uppfördes verket även i systern Emma Sparres hem i Paris dirigerat av Benjamin Godard, en av Munktells tidigare lärare. Bland åhörarna fanns även Armand Silvestre som översatte librettot till franska, Joseph Dente  som utförde instrumentationen och Vincent d'Indy, en annan av Munktells tidigare lärare. Även efter detta framförande blev recensionerna positiva.
Den 9 juni 2017 spelade Sveriges Radios symfoniorkester operan i Berwaldhallen, spelningen sändes även i radion den 4 november samma år.